# Championnat du Venezuela de football 2021
Navigation
Saison 2020 Saison 2022
La saison 2021 du championnat du Venezuela de football est la soixante-cinquième édition du championnat de première division professionnelle au Venezuela et la cent-deuxième saison du championnat national.

## Déroulement de la saison
Cette saison le nombre de participants est de 21 équipes, comme il n'y a pas eu de relégation la saison passée, mais deux promotions, celle de Hermanos Colmenarez dont c'est la première participation de son histoire, et le retour après 32 ans de l'Universidad Central, premier champion de la ligue vénézuélienne professionnelle.
Le format change cette saison, dans la première phase les clubs sont répartis dans 3 poules de 7 équipes où elles s'affrontent deux fois.
Dans la deuxième phase, un premier groupe (appelé Hexagonal A) avec les premiers et deuxièmes se retrouvent dans un mini-championnat, avec matchs aller et retour, pour déterminer le champion du Venezuela. Les quatre premiers se qualifient pour la Copa Libertadores 2022 , les deux autres, pour la Copa Sudamericana 2022.
L'autre groupe (appelé Hexagonal B) rassemble les troisièmes et quatrièmes de la première phase, qui se retrouvent également dans un mini-championnat, avec matchs aller et retour, pour déterminer les deux autres qualifiés pour la Copa Sudamericana 2022.
Pour cette saison, trois places de relégation en deuxième division sont établies, deux directes et une via les barrages: Les deux derniers de la première phase avec le moins de points seront reléguées directement, tandis que le troisième dernier jouera les barrages pour tenter de se maintenir.
Le champion de la deuxième division 2021 sera promu directement dans la première division 2022.

## Les clubs participants
- Aragua FC
- Caracas FC
- Mineros de Guayana
- Trujillanos FC
- Zulia FC
- Portuguesa FC
- Carabobo FC
- Metropolitanos Fútbol Club
- Club Deportivo Lara
- Academia Puerto Cabello
- Deportivo Táchira
- Atlético Venezuela
- Zamora FC
- Monagas SC
- Yaracuyanos Fútbol Club
- Deportivo La Guaira
- Estudiantes de Mérida
- Gran Valencia Maracay
- LALA Fútbol Club est renommé Bolívar Sport Club
- Club Deportivo Hermanos Colmenarez - Promu de Segunda División
- Universidad Central de Venezuela Fútbol Club - Promu de Segunda División

## Compétition
Le barème utilisé pour établir les différents classements est le suivant :
- Victoire : 3 points
- Match nul : 1 point
- Défaite : 0 point

### Première phase

#### Groupe A
| Rang | Équipe                | Pts | J  | G  | N  | P  | Bp | Bc | Diff |
| ---- | --------------------- | --- | -- | -- | -- | -- | -- | -- | ---- |
| 1    | Deportivo Táchira     | 49  | 24 | 15 | 4  | 5  | 49 | 22 | +27  |
| 2    | Estudiantes de Mérida | 42  | 24 | 12 | 6  | 6  | 39 | 25 | +14  |
| 3    | Portuguesa FC         | 39  | 24 | 11 | 6  | 7  | 32 | 21 | +11  |
| 4    | Hermanos ColmenarezP  | 36  | 24 | 8  | 12 | 4  | 43 | 35 | +8   |
| 5    | Zamora FC             | 32  | 24 | 8  | 8  | 8  | 36 | 30 | +6   |
| 6    | Zulia FC              | 31  | 24 | 8  | 7  | 9  | 37 | 32 | +5   |
| 7    | Trujillanos FC        | 1   | 24 | 0  | 1  | 23 | 8  | 79 | -71  |

|  | Qualification pour le groupe Hexagonal A   |
|  | Qualification pour le groupe Hexagonal B   |
|  | Possible relégation ou barrage de maintien |
|  | P : Promu de Segunda División              |

#### Groupe B
| Rang | Équipe                  | Pts | J  | G  | N  | P  | Bp | Bc | Diff |
| ---- | ----------------------- | --- | -- | -- | -- | -- | -- | -- | ---- |
| 1    | Deportivo La Guaira T   | 38  | 24 | 10 | 8  | 6  | 33 | 22 | +11  |
| 2    | Club Deportivo Lara     | 34  | 24 | 8  | 10 | 6  | 42 | 30 | +12  |
| 3    | Academia Puerto Cabello | 34  | 24 | 8  | 10 | 6  | 24 | 21 | +3   |
| 4    | Aragua FC               | 33  | 24 | 8  | 9  | 7  | 22 | 25 | -3   |
| 5    | Gran Valencia Maracay   | 33  | 24 | 8  | 9  | 7  | 25 | 32 | -7   |
| 6    | Carabobo FC             | 31  | 24 | 8  | 7  | 9  | 28 | 28 | 0    |
| 7    | Yaracuyanos Fútbol Club | 20  | 24 | 5  | 5  | 14 | 16 | 32 | -16  |

|  | Qualification pour le groupe Hexagonal A   |
|  | Qualification pour le groupe Hexagonal B   |
|  | Possible relégation ou barrage de maintien |
|  | T : Tenant du titre                        |

#### Groupe C
| Rang | Équipe                     | Pts | J  | G  | N | P  | Bp | Bc | Diff |
| ---- | -------------------------- | --- | -- | -- | - | -- | -- | -- | ---- |
| 1    | Caracas FC                 | 48  | 24 | 14 | 6 | 4  | 50 | 27 | +23  |
| 2    | Monagas SC                 | 45  | 24 | 13 | 6 | 5  | 45 | 27 | +18  |
| 3    | Metropolitanos Fútbol Club | 35  | 24 | 9  | 8 | 7  | 42 | 31 | +11  |
| 4    | Atlético Venezuela         | 34  | 24 | 9  | 7 | 8  | 36 | 38 | -2   |
| 5    | Universidad CentralP       | 31  | 24 | 8  | 7 | 9  | 32 | 30 | +2   |
| 6    | Mineros de Guayana         | 29  | 24 | 8  | 5 | 11 | 25 | 33 | -8   |
| 7    | Lala FC                    | 9   | 24 | 2  | 3 | 19 | 15 | 58 | -43  |

|  | Qualification pour le groupe Hexagonal A   |
|  | Qualification pour le groupe Hexagonal B   |
|  | Possible relégation ou barrage de maintien |
|  | P : Promu de Segunda División              |

### Deuxième phase

#### Championnat Hexagonal A
Les deux premiers de poule de la première phase jouent pour le titre en match aller et retour.
| Rang | Équipe                | Pts | J  | G | N | P | Bp | Bc | Diff |
| ---- | --------------------- | --- | -- | - | - | - | -- | -- | ---- |
| 1    | Caracas FC            | 18  | 10 | 5 | 3 | 2 | 20 | 6  | +14  |
| 2    | Deportivo Táchira     | 18  | 10 | 5 | 3 | 2 | 14 | 9  | +5   |
| 3    | Monagas SC            | 17  | 10 | 5 | 2 | 3 | 14 | 12 | +2   |
| 4    | Club Deportivo Lara   | 11  | 10 | 2 | 5 | 3 | 10 | 9  | +1   |
| 5    | Deportivo La Guaira T | 9   | 10 | 2 | 3 | 5 | 8  | 20 | -12  |
| 6    | Estudiantes de Mérida | 8   | 10 | 2 | 2 | 6 | 12 | 22 | -10  |

|  | Qualification pour la Copa Libertadores 2022 et la finale du championnat |
|  | Qualification pour la phase préliminaire de la Copa Libertadores 2022    |
|  | Qualification pour la Copa Sudamericana 2022                             |
|  | T : Tenant du titre                                                      |

#### Championnat Hexagonal B
Les troisièmes et quatrièmes de la première phase jouent pour deux places en Copa Sudamericana.
| Rang | Équipe                     | Pts | J | G | N | P | Bp | Bc | Diff |
| ---- | -------------------------- | --- | - | - | - | - | -- | -- | ---- |
| 1    | Metropolitanos Fútbol Club | 14  | 8 | 4 | 2 | 2 | 10 | 10 | 0    |
| 2    | Hermanos ColmenarezP       | 13  | 8 | 4 | 1 | 3 | 13 | 9  | +4   |
| 3    | Portuguesa FC              | 10  | 8 | 2 | 4 | 2 | 9  | 7  | +2   |
| 4    | Aragua FC                  | 10  | 8 | 2 | 4 | 2 | 10 | 11 | -1   |
| 5    | Academia Puerto Cabello    | 6   | 8 | 1 | 3 | 4 | 10 | 15 | -5   |
| 6    | Atlético Venezuela         | 0   | 0 | 0 | 0 | 0 | 0  | 0  | 0    |

|  | Qualification pour la Copa Sudamericana 2022 |
|  | P : Promu de Segunda División                |

- Atlético Venezuela devait participer à la deuxième phase, mais se retire en raison du non-respect des exigences imposées par la fédération[2].

## Finale du championnat
| Finale           | Caracas FC        | 0 - 0 | Deportivo Táchira | Estadio Olímpico, Caracas |  |
| 11 décembre 2021 |                   | (0-0) |                   |                           |  |
| 11 décembre 2021 | Tirs au but 2 - 4 |       |                   |                           |  |

## Bilan de la saison
| Championnat du Venezuela de football 2021 |                              |
| Champion                                  | Deportivo Táchira (9e titre) |
| Qualifications continentales              |                              |
| Copa Libertadores 2022                    | Deportivo Táchira            |
| Copa Libertadores 2022                    | Caracas FC                   |
| Copa Libertadores 2022                    | Monagas SC                   |
| Copa Libertadores 2022                    | Club Deportivo Lara          |
| Copa Sudamericana 2022                    | Deportivo La Guaira          |
| Copa Sudamericana 2022                    | Estudiantes de Mérida        |
| Copa Sudamericana 2022                    | Metropolitanos Fútbol Club   |
| Copa Sudamericana 2022                    | Hermanos Colmenarez          |
| Promotions et relégations                 |                              |
| Promus en Primera División                | Titanes Fútbol Club          |
| Relégués en Segunda División              | Yaracuyanos Fútbol Club      |
| Relégués en Segunda División              | Trujillanos FC               |
| Relégués en Segunda División              | Lala FC                      |